# Schiffsglocken alter Bodenseeschiffe
Schiffsglocken alter Bodenseeschiffe werden häufig als Signalglocken auf anderen Schiffen, als Hafen- oder Nebelglocken am Kopf von Hafenmolen oder Landestegen und manchmal als Kirchenglocken weiter verwendet oder in Museen ausgestellt.

## Funktionen
Entsprechend der Signalordnung wurde früher die Schiffsglocke betätigt bei der Ankunft und vor der Abfahrt eines Schiffes, bei Nebel und unsichtigem Wetter und zur Warnung anderer Schiffe. Nach der Einführung von Radargeräten auf den Schiffen wurden die Glocken fast bedeutungslos. Dennoch befinden sie sich weiterhin auf dem Vorschiff der meisten Schiffe, weil die über 100 Jahre alten Unikate mit Ornamenten, dem Namen der Glockengießerei und des Schiffes die lange Tradition der Bodenseeschifffahrt bezeugen. So sieht man auf den modernen Passagierschiffen der «Weißen Flotte» des Bodensees heute noch Originalschiffsglocken längst ausgemusterter Raddampfer. Bei vielen alten Schiffsglocken ist der Verbleib aber unbekannt. Gründe dafür sind Einschmelzungen in Kriegszeiten, Plünderungen und Konfiszierungen in Besatzungszeiten, Diebstahl und Zweckentfremdung.

## Erhaltene alte Schiffsglocken

### Auf Motorschiffen der Bodensee-Schiffsbetriebe (BSB)

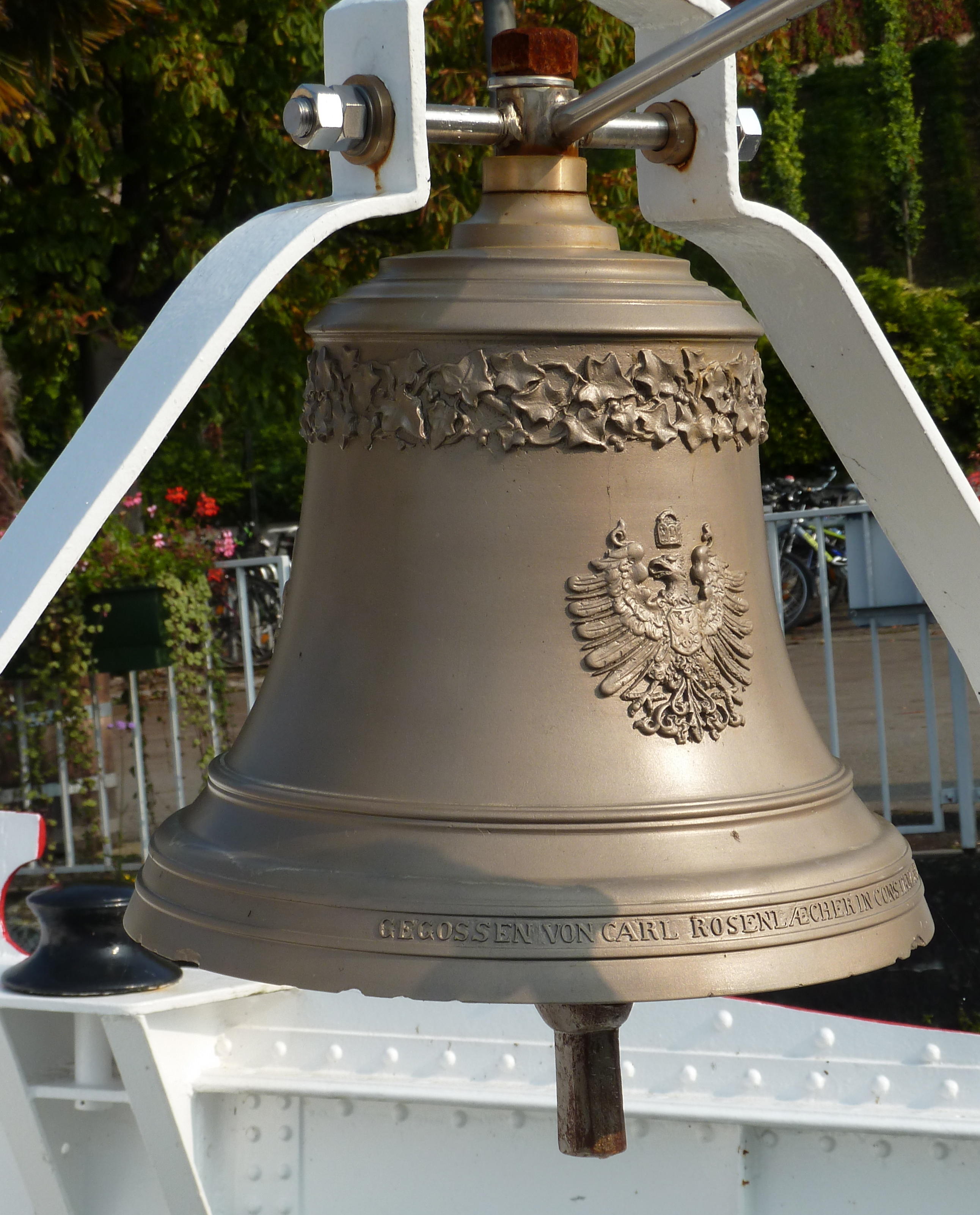
Die Glocke der Kaiser Wilhelm auf der Karlsruhe

- Schwaben führt die Schiffsglocke des württembergischen Glattdeck-Dampfschiffs  Friedrichshafen (1856 bis 1904), gegossen von Jakob Keller in Zürich.[2]
- Karlsruhe. Ihre ursprüngliche Glocke von 1937 ging in den Nachkriegswirren verloren. 1949 wurde sie durch die Schiffsglocke des badischen Salondampfers Baden, bis 1919 Kaiser Wilhelm (1871 bis 1930), aus dem Bestand der Konstanzer Werft ersetzt.[3] Die Glocke wurde 1871 von der Glockengießerei Carl Rosenlächer in Konstanz gegossen, mit der Darstellung des Preußischen Adlers, aber ohne Schiffsnamen. Später tauchte die originale Glocke wieder auf. Wie die der Baden war sie schmucklos, nur der Name Karlsruhe und die Jahreszahl 1937  waren in Blockschrift eingraviert. Da die Karlsruhe inzwischen die repräsentative Glocke der Kaiser Wilhelm trug, erhielt das Motorschiff Lindau die Originalglocke, die 1970 entwendet wurde. 1994 erwarb sie ein Privatmann auf einem Münchner Flohmarkt; seine Erben übergaben 2019 die Glocke dem rechtmäßigen Eigentümer BSB, einem Unternehmen der Stadtwerke Konstanz GmbH.[4]
- Stuttgart führt die von der Glockengießerei Jakob Keller in Zürich 1878 gegossene Schiffsglocke des württembergischen Salondampfers Christoph (1877 bis 1920).
- Überlingen. Im Schiffsinneren ist die von der Glockengießerei Rosenlächer gegossene Schiffsglocke der Stadt Ueberlingen (1895 bis 1928) ausgestellt.[5]
- Konstanz. Das Motorschiff führt seit 1964 die Glocke,[6] die 1878 Carl Rosenlächer für die Stadt Konstanz (1858) gegossen hatte. 1897, nach der Ausmusterung der Mainau (1864), wurde der Name „Mainau“ und die Glocke auf die alte Stadt Konstanz (1858) übertragen. Im Gegenzug erhielt die neue Stadt Konstanz (1901) den Traditionsnamen und die Schiffsglocke. Nach dem Abbruch 1939 wurde die Glocke im Magazin der Konstanzer Schifffahrtsverwaltung bis zur Wiederverwendung 1964 verwahrt.[7]
- Baden. Das älteste aktive deutsche Passagierschiff auf dem Bodensee führt seit der Indienststellung 1935 eine Schiffsglocke mit der Aufschrift „Baden 1935“.[8]

Unbekannt ist der Verbleib der originalen Schiffsglocken der Motorschiffe Schwaben, Deutschland und der drei Winterschiffe.

### Auf aktuellen Schiffen anderer Gesellschaften
- Hohentwiel. Die 1913 von der Stuttgarter Glockengießerei Heinrich Kurtz gegossene Messing-Originalglocke des repräsentativen württembergischen Raddampfers ging nach der Ausmusterung 1962 verloren. Sie wurde nach der Restaurierung 1990 bei der Indienststellung als Museumsschiff durch eine neue Schiffsglocke ersetzt. 2018 tauchte die alte Glocke wieder auf und wurde  dem Eigner übergeben. Seitdem befindet sie sich wieder an ihrem angestammten Platz auf der Hohentwiel.
- Österreich. Das älteste Motorschiff auf dem Bodensee hat die ursprüngliche Glocke noch an Bord.[9]
- Austria (von 1939 bis Anfang 1946 Ostmark). Das österreichische Flaggschiff führt eine Schiffsglocke, „gegossen von Gebr. Grassmayr in Feldkirch 1906“. Zweck und Auftraggeber dieser Glocke, 33 Jahre vor dem Stapellauf der Austria hergestellt, sind von der Innsbrucker Glockengießerei nicht mehr zu ermitteln.[10]
- Thurgau. Das Schiff der Schweizerischen Schifffahrtsgesellschaft Untersee und Rhein führt die Schiffsglocke des Glattdeckers Hohenklingen (1870 bis 1957).

### Auf inzwischen ausgemusterten Schiffen
- Stadt Überlingen, der größte und schnellste Bodensee-Raddampfer, übernahm 1929 die Schiffsglocke der Vorgängerin Stadt Überlingen (1895) und übergab sie nach der Ausmusterung 1963 an das ältere und kleinere Motorschiff Höri, das die letzten vier Dienstjahre bis 1968 den Namen Überlingen erhielt. 1970 wurde der Name und die Glocke bis 2006 auf das ehemalige Flaggschiff Deutschland übertragen. Nach vier Jahren Unterbrechung befindet sich die Originalglocke seit 2010 an Bord der neuen Überlingen.[11]
- Schienerberg (1928 bis 1994). Das Motorschiff erhielt 1964 bei der Umbenennung in Meersburg die Schiffsglocke des 1960 ausgemusterten Halbsalondampfschiffs Stadt Meersburg (1902 bis 1960).
- Lindau. Die Schiffsglocke des 1967 ausgemusterten „Winterschiffs“ Ravensburg (1931) wurde 1970 als Ersatz für die gestohlene Glocke (siehe unten) auf der Lindau angebracht.[12]

### Andere Verwendungen ehemaliger Schiffsglocken
- Ludwig (1838 bis 1861), ein bayerisches Dampfschiff, sank 1861 nach einem Zusammenstoß mit der schweizerischen Stadt Zürich und wurde zwei Jahre später wieder gehoben. Die geborgene Glocke der Ludwig, 1838 bei Gustav Keller in Zürich gegossen, diente bis etwa 1975 als Signalglocke am Landesteg von Nonnenhorn und wurde von der Deutschen Bundesbahn der Gemeinde Nonnenhorn zur Einweihung des Gemeindehauses „Stedi“ als Leihgabe überlassen.[13] Die Glocke der Ludwig ist die älteste erhaltene Schiffsglocke am Bodensee.
- Jura (1854 bis 1864). Das bayerische Dampfschiff wurde 1864 wie zuvor die Ludwig bei einer Kollision mit der Stadt Zürich versenkt. Der Verbleib der 1854 von Jakob Keller in Zürich gegossenen und von Tauchern geborgenen Schiffsglocke ist geklärt: Sie befindet sich jetzt im Seemuseum (Kreuzlingen).
- Mainau (1864 bis 1897) hatte die Schiffsglocke an Bord, welche die Stadt Konstanz (1858) anschließend, nach ihrer Umbenennung 1897 in Mainau, bis 1928 übernahm. Die Glocke mit der Aufschrift „Mainau“ befindet sich jetzt als nicht mehr funktionsfähige Nebelglocke auf dem Landesteg von Immenstaad.
- Rheinfall (1865 bis 1939, ab 1871 Neptun). Die Schiffsglocke ist an der Landestelle von Berlingen installiert, vor der das Schiff 1869 nach einer Kesselexplosion gesunken war.
- König Wilhelm (1901 bis 1938). Die Schiffsglocke ist seit 1947 im Besitz der evangelischen Paul-Gerhardt-Gemeinde in Friedrichshafen  und befindet sich jetzt im Glockenturm.[14]
- Bavaria. Ihre Schiffsglocke wurde vor dem Abbruch 1960 dem Verkehrsmuseum Nürnberg übertragen.[15]
- Mainau (1928 bis 1965). Die Glocke des Motorschiffs befindet sich als Hafenglocke mit der Aufschrift „Mainau 1928“ am Platz 1 des Meersburger Hafens.
- Schussen (1929 bis 1983). Die Schiffsglocke der ersten kombinierten Eisenbahn- und Kfz-Fähre auf dem Bodensee befindet sich heute im Clubheim des Segel- und Motorbootclubs Friedrichshafen (SMCF) in den erhaltenen Fähreaufbauten am Hinteren Hafen von Friedrichshafen.

## Hinweise zum Verbleib alter Schiffsglocken
- Bodan (1855). Das schweizerische Dampfschiff wurde 1906/1907 abgebrochen. Die Schiffsglocke ging für 22 Schweizer Franken an einen privaten Käufer.[16]
- Überlingen, ursprünglich Deutschland. Eine Aufnahme vom 6. Januar 2006 zeigt das am 1. Januar 2006 ausgemusterte Motorschiff auf der Werft in Fußach. Die Schiffsglocke und der Steuerbord-Anker fehlen.
- Eine nicht näher bezeichnete und im Jahr 1970 etwa „100 Jahre alte Bronzeglocke (...),  die zuvor schon auf der Karlsruhe an Deck stand“, wurde 1970 vom Vordeck der Lindau gestohlen (siehe oben). Seitdem sind die Glocken auf den Schiffen und an Land  diebstahlsicher angebracht.[12]

## Bilder

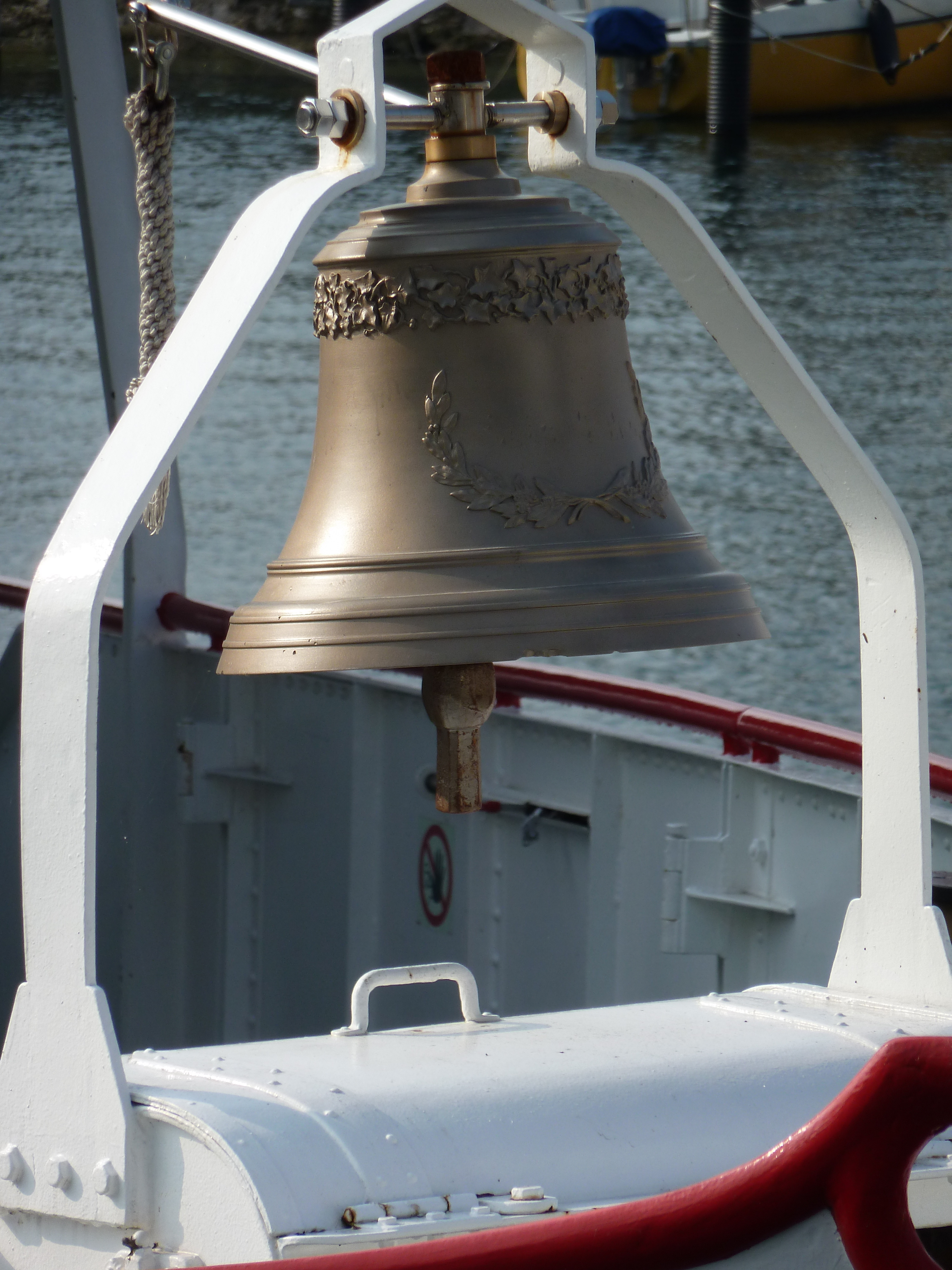
Kaiser Wilhelm, jetzt auf Karlsruhe
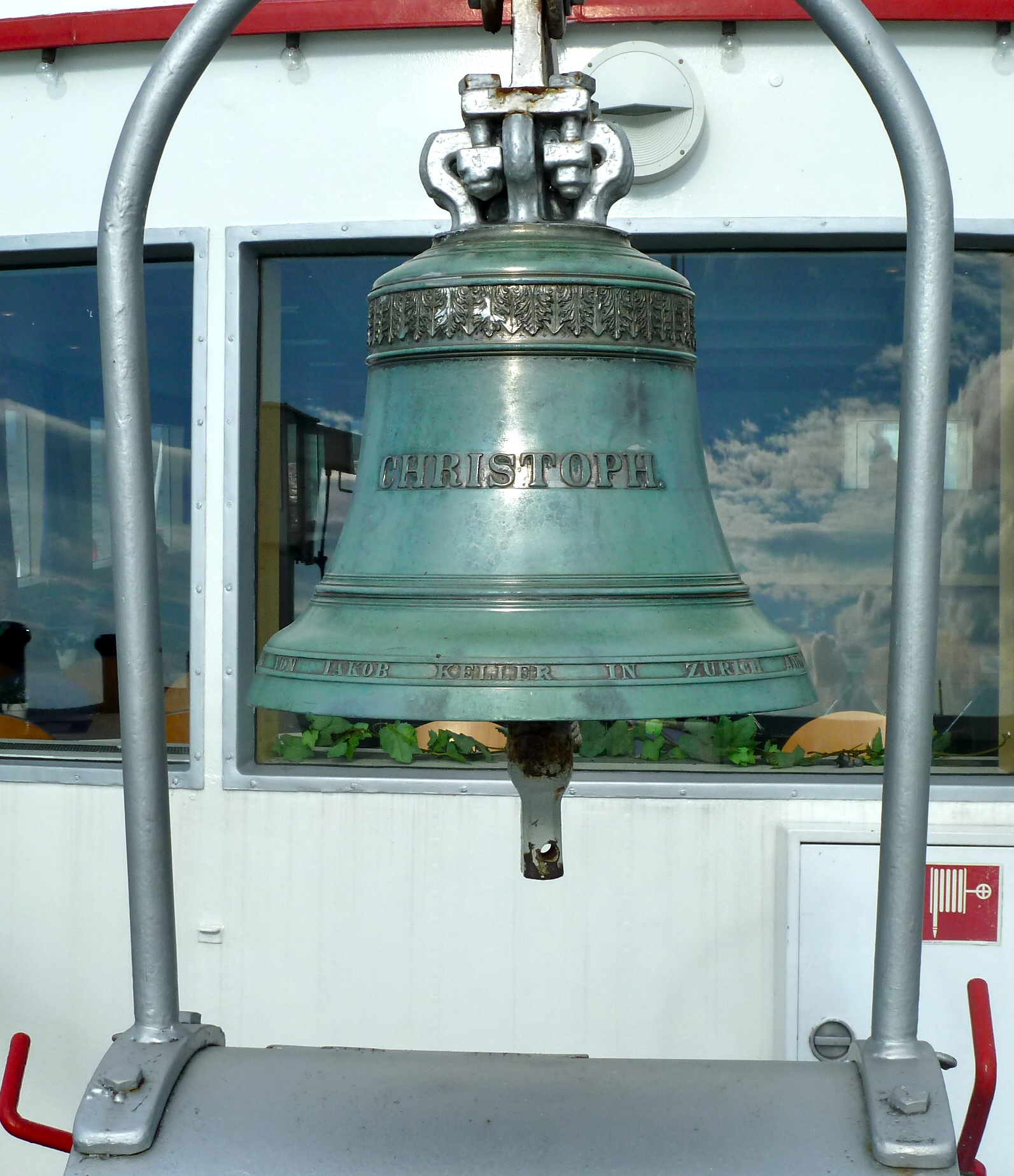
Christoph, jetzt auf Stuttgart
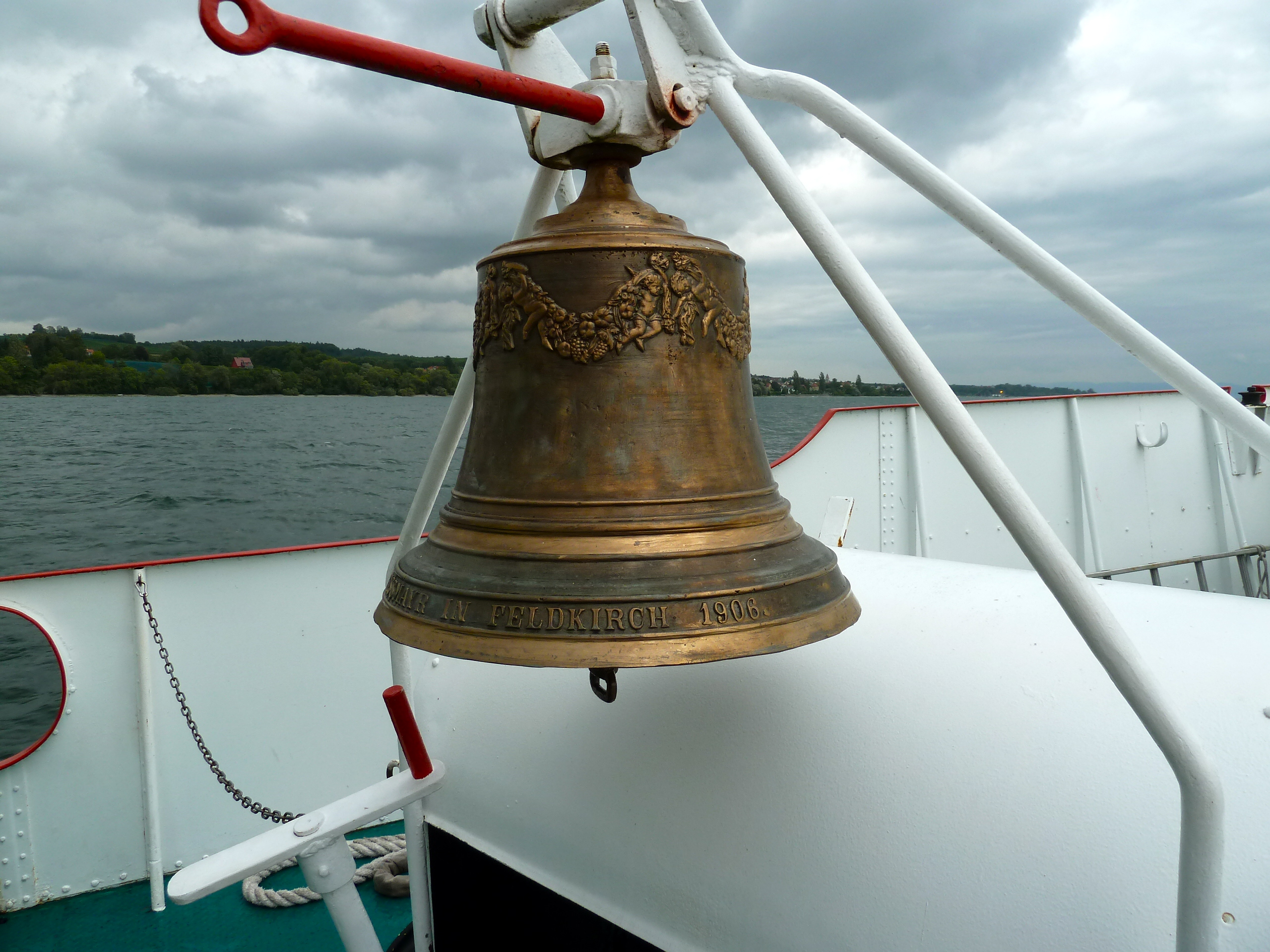
Glocke von 1906 auf Austria
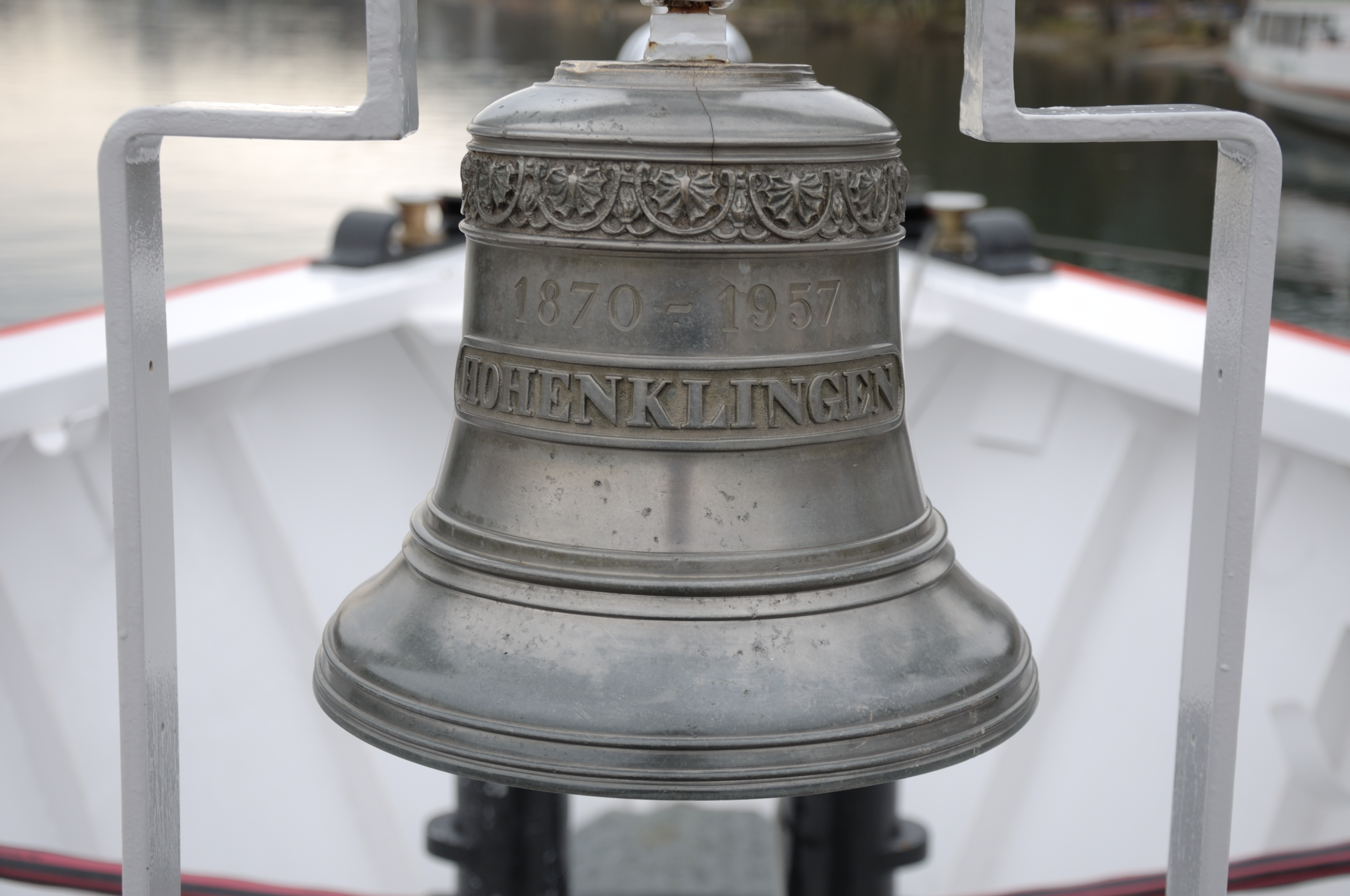
Hohenklingen, jetzt auf Thurgau (URh)
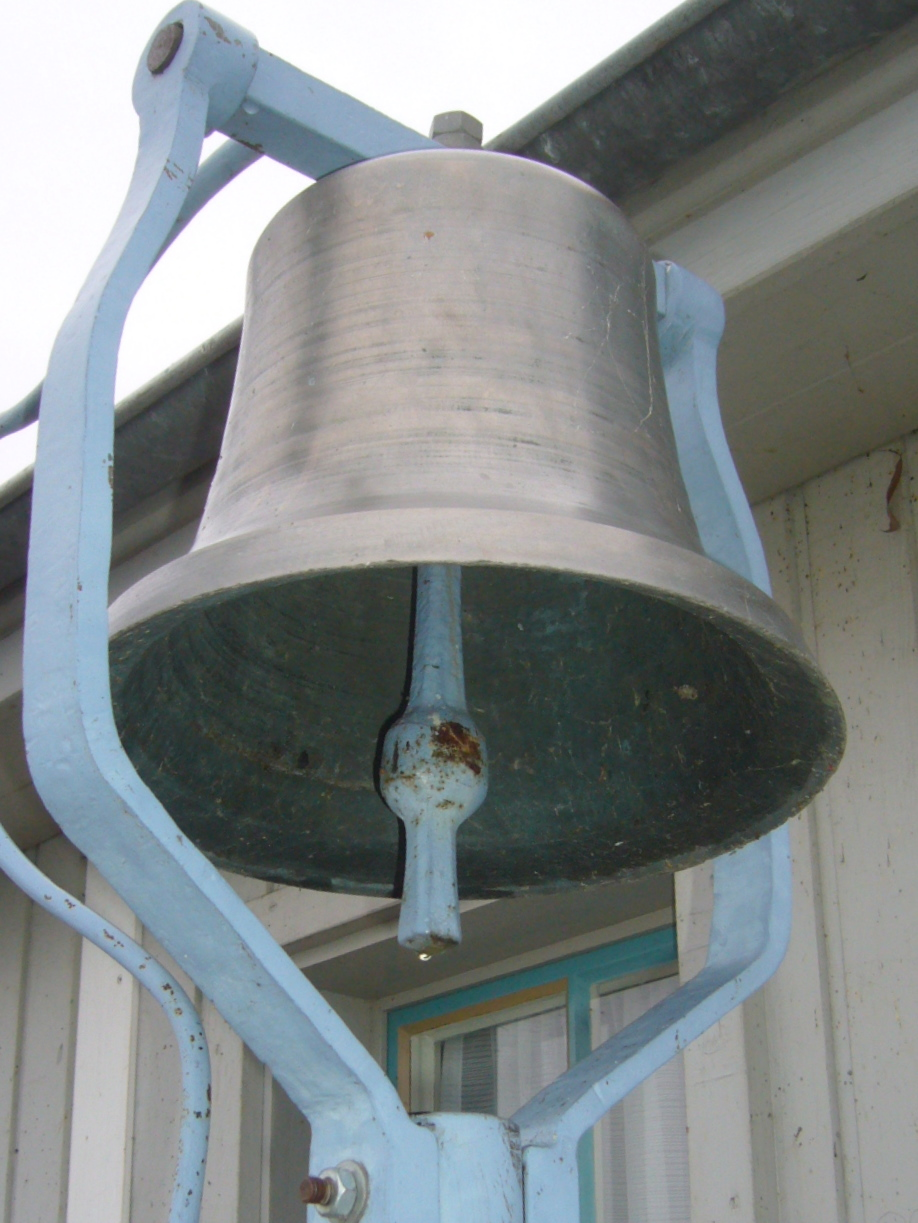
Rheinfall, jetzt in Berlingen TG
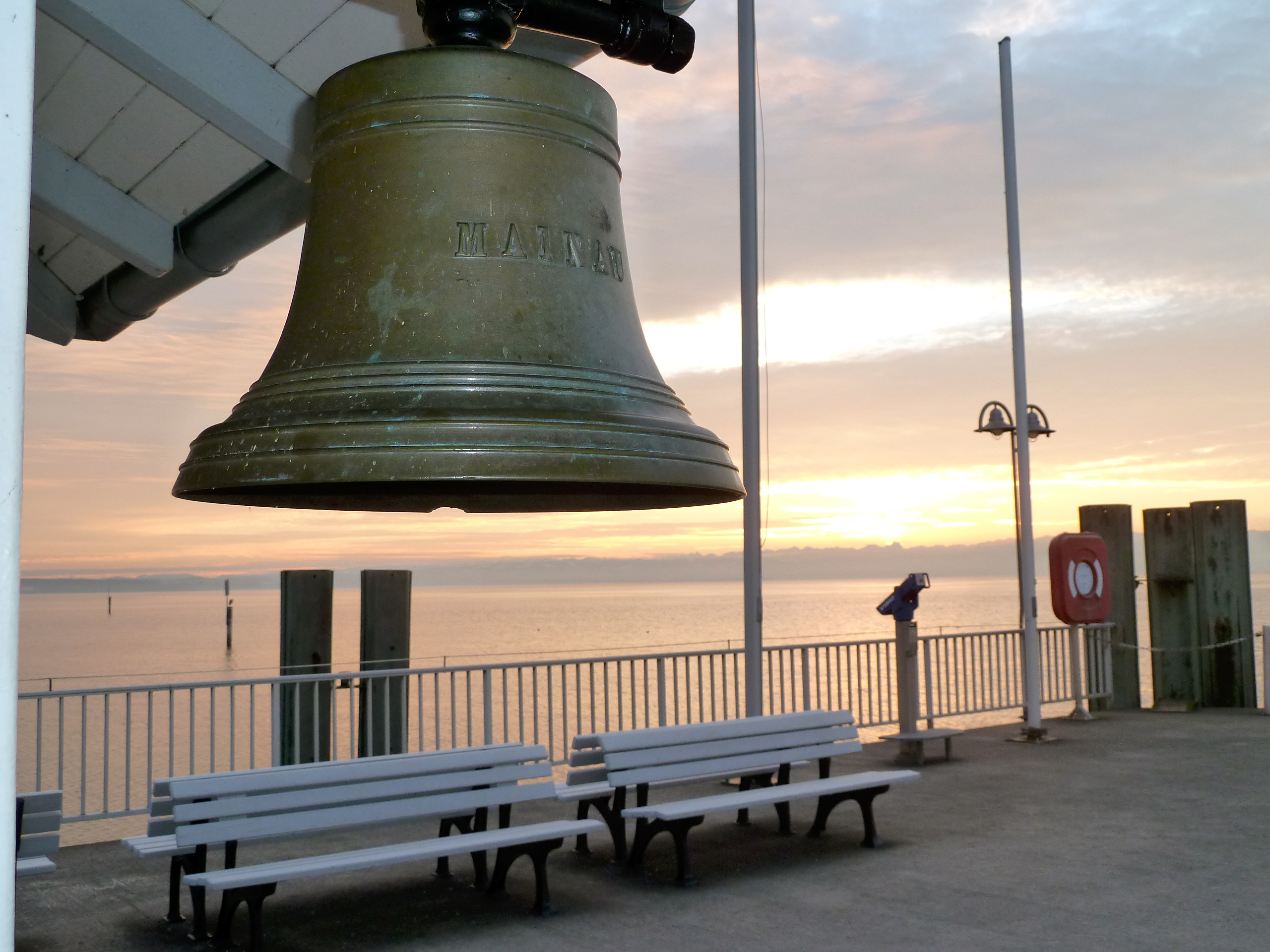
Mainau (1864), jetzt in Immenstaad
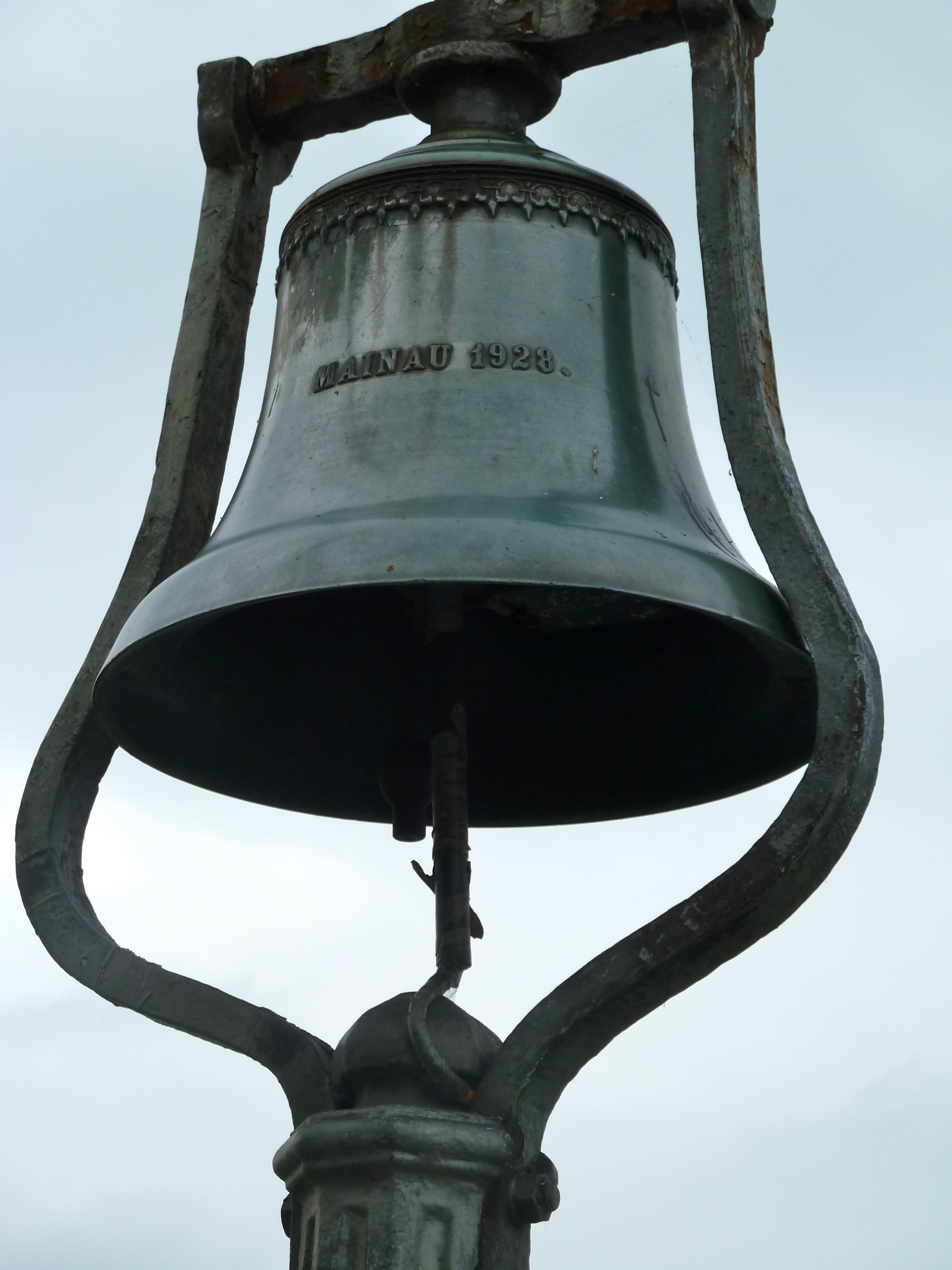
Mainau (1928) am Meersburger Hafen